# Blood Omen 2: Legacy of Kain
Blood Omen 2: Legacy of Kain est un jeu vidéo d'action-aventure de la série Legacy of Kain, développé par Crystal Dynamics, sorti sur GameCube, PlayStation 2, Windows, Xbox en 2002.

## Synopsis
À la fin de Soul Reaver 2, les paradoxes temporels créés par Raziel et Kain ont instauré une nouvelle boucle temporelle et les souvenirs de ce dernier sont modifiés. Le jeu se déroule dans cette nouvelle boucle, où l'on incarne Kain, plusieurs années après la fin du jeu Blood Omen. Dans ce nouveau continuum d'espace temps, le jeune double du futur seigneur vampire suprême de Nosgoth aura beaucoup plus de mal à conquérir et fonder son royaume, voyant se dresser sur sa route une nouvelle race ennemie.
Kain a fait son choix. Les Colonnes sont détruites. Vorador, revenu à la vie , l'aide à créer une armée de vampires. Les villes et villages de Nosgoth tombent alors les uns après les autres. Vient alors le tour de Méridian, la dernière grande cité de Nosgoth à ne pas être tombée. Mais un mystérieux chef, le Seigneur Séraphéen, a recréé l'ordre sacré des guerriers Séraphéens et parvient avec son armée à détruire celle des vampires, laissant Kain pour mort après lui avoir dérobé la Soul Reaver.
200 ans plus tard, Kain se réveille en présence d'Umah, femme vampire déterminée, qui lui apprend que le Seigneur Séraphéen a depuis conquis l'ensemble de Nosgoth et que beaucoup de vampires sont morts ou sont passés dans le camp ennemi. Les rares survivants ont créé la Cabale, la résistance vampire.
Bien que très affaibli, Kain part dans sa quête de vengeance et découvrira de sombres secrets...

## Scénario
Kain se réveille en plein cœur de la ville. Umah, une femme vampire, lui explique que les Séraphéens sont réapparus et ont conquis Nosgoth. Des vampires ont été exterminés, d'autres ont rejoint le camp ennemi. Les vampires survivants ont créé la Cabale, la résistance vampire, dirigée par Vorador.
Kain est très affaibli. Il rencontre Faustus, un ancien allié devenu serviteur des Séraphéens. Kain réussit à le tuer et finit par arriver au quartier général de la Cabale. Il y apprend qu'Umah a été capturée et faite prisonnière dans le Donjon Séraphéen. Vorador lui demande de trouver l'Évêque de Meridian, qui lui indique un passage pour pénétrer le Donjon.
Mais cet évêque est sous l'emprise de Marcus, un autre vampire à la solde de l'ennemi. Mais Kain le tue et libère l'évêque.
Arrivé au Donjon, il parvient à libérer Umah et à échapper au Seigneur Séraphéen qui les attendait. De retour chez Vorador, Umah apprend à Kain qu'il existe un moyen de résister à la Soul Reaver : la Pierre de Nexus, cachée dans le Quartier Industriel.
Kain réussit à la trouver et élimine une nouvelle fois un vampire ennemi : Sebastian. Avant de mourir, celui-ci révèle à Kain que le Seigneur Seraphéen a construit un Mécanisme sous terre, capable de détruire la race des vampire.
Sur les conseils de Vorador, Kain rend visite à la Voyante, un étrange être qui lui donne le don de télékinésie et le téléporte à l'entrée du Mécanisme. Là, il rencontre la Bête, un monstre mutant qui lui révèle que le Mécanisme a été créé par le Bâtisseur, qui est emprisonné dans la Prison Éternelle, un lieu où le temps est figé.
Kain s'y rend, libère le Bâtisseur qui lui explique que le Mécanisme abrite une créature immense, la Masse. La seule faiblesse de cette chose est le sang du Bâtisseur. Alors qu'il tente de quitter cette prison, il rencontre un vampire devenu fou. Après l'avoir vaincu, Kain reconnaît Magnus, son ancien champion. Magnus, reprenant son esprit avant de mourir, révèle à Kain que la veille de la victoire du Seigneur Séraféen, il avait quitté son camp non pas pour le trahir mais pour affronter seul le Seigneur Séraphéen et abréger cette guerre, mais qu'il fut vaincu sans savoir comment. Kain abrège les souffrances de son ancien lieutenant.
Kain arrive jusqu'à la Masse et la tue à l'aide du sang du Bâtisseur. De retour à l'entrée, la Bête a changé d'apparence. Elle est devenue un vampire ailé. Il s'agit de Janos Audron, prisonnier de ce lieu depuis 400 ans et qui nourrit la Masse avec son énergie !
Janos révèle à Kain que le Seigneur Séraphéen est en réalité le Général Hylden et que son plan consiste à faire revenir sa race, autrefois bannie dans la Dimension Démoniaque, à l'aide d'un portail magique. Si ce portail est détruit, tous les Hylden qui ont réussi à revenir sur Terre mourraient sur le champ.
Armé de la Pierre de Nexus, Kain part pour la ville Hylden, mais il doit faire face à la trahison d'Umah qui lui vole la pierre, ne voulant pas que Kain gouverne Nosgoth en seul maître s'il tuait le Seigneur Seraphéen. Kain retrouve bien vite Umah blessée par des gardes séraphéens et la tue. À l'aide de la pierre de Nexus qu'il a récupérée à nouveau, Kain détruit le portail et tue le Général Hylden, récupérant ainsi la Soul Reaver. Mais Janos, tombé dans le vide juste avant l'affrontement final, est prisonnier de la Dimension Démoniaque.

## Système de jeu
Après deux jeux centrés sur Raziel, le joueur reprend le contrôle d'un Kain vampire rajeuni. Cet épisode est centré sur l'histoire altérée par le paradoxe temporel créé par Kain à la fin de Soul Reaver 2 et les souvenirs conservant les Hyldens, de nouveaux ennemis pour le Gardien de l'Équilibre.
Le joueur contrôle Kain en vue à la troisième personne, et doit combattre soldats et humains pour boire leur sang et se maintenir en vie. Au fur et à mesure du jeu, Kain récupère les Dons Obscurs vampiriques perdues durant son coma, en affrontant ses anciens lieutenants : grand saut en longueur, contrôle physique et psychique des humains... Les combats se font à mains nues ou armées (épées, masses...), jusqu'à ce que Kain retrouve la Soul Reaver, son épée dévoreuse d'âmes.

### Les Dons Obscurs
- Brume
- Furie
- Grand Saut

Obtenu en tuant Faustus il permet d'atteindre des plateformes lointaines. 
- Sortilège

Obtenu en tuant Marcus il permet de contrôler les esprits faibles à distance.
- Folie

Obtenu en tuant Sebastian
- Télékinésie

Obtenu en buvant le sang de la Voyante
- Immolation

Obtenu en tuant Magnus

## Voix

### Voix américaines
- Kain : Simon Templeman
- Seigneur Seraphéen : Earl Boen
- Umah : Liz Ward-Land
- Vorador : Paul Lukather
- Sebastian : Nick Jameson
- Marcus : Nick Guest
- Faustus : Philip Proctor
- Magnus : Rodger Bumpass
- Janos Audron : Rene Auberjonois
- La Voyante : Liz Ward-Land
- L'Évêque : Al Laurie

Les voix additionnelles sont celles des comédiens déjà cités et de Jane Carr et Frank Welker

### Voix françaises
- Kain : Benoît Allemane
- Vorador/Janos Audron : Jean Barney
- Seigneur Séraphéen/Le Bâtisseur/L'Évêque : Philippe Dumond
- Magnus : Gérard Dessalles
- Voix additionnelles : Gérard Dessalles, Jean Barney, Philippe Dumond, Maria Tamar...
- Autres personnages : Voix inconnues